# هولی مالی
هولی مالی (به انگلیسی: Holy Molly) با نام کامل ماریا الکساندرا فلوره‌آ (به انگلیسی: Maria Alexandra Florea) (زاده ۱۱ ژانویهٔ ۱۹۹۶) خواننده، ترانه‌سرا و موسیقی‌دان رومانیایی است.